# KLセントラル駅
KLセントラル駅（KLセントラルえき、マレー語: Kuala Lumpur Sentral）はマレーシアのクアラルンプールにある、マレーシア鉄道公社・ラピドKL・エクスプレス・レール・リンク（ERL）の駅。

## 概要
クアラルンプールの交通の中心的な駅。複数の路線が乗り入れており、東南アジア最大級の交通結節点となっている。2001年、市街地南部の広大な再開発地区に建設された。これにより、クアラルンプール駅は中央駅としての役割を譲ることになった。
クアラルンプール国際空港への直通鉄道の発着駅であり、IATAコード XKL が割り当てられている。マレーシア航空、キャセイパシフィック航空、マリンド・エアのチェックイン・カウンターがある。また、マレーシア入国客に対して当駅で荷物受け取り、税関審査を受けられるサービスも計画されていたが、保安上の観点から実施には至っていない。

### 利用可能な鉄道路線
マレーシア鉄道公社
■ウエスト・コースト線（KTMインターシティ）
1 スレンバン線（KTMコミューター）
2 ポート・クラン線（KTMコミューター）
10 スカイパーク・リンク
ラピドKL
5 クラナ・ジャヤ線
8 KLモノレール
エクスプレス・レール・リンク（ERL）
6 KLIAエクスプレス
7 KLIAトランジット

## 歴史
- 1994年 - 計画決定。
- 2001年4月16日 - 開業。KTMコミューター（スレンバン線、ポート・クラン線）、クラナ・ジャヤ線の乗り入れ開始[2]。
- 2002年
  - 4月14日 - KLIAエクスプレスの乗り入れ開始[3]。
  - 6月24日 - KLIAトランジットの乗り入れ開始[3]。
- 2003年8月31日 - KLモノレールの駅が開業[4]。
- 2010年8月12日 - ETSのサービスを開始。当駅は停車駅となる[5]。
- 2018年5月1日 - スカイパーク・リンクの乗り入れを開始[6]。

## 駅構造

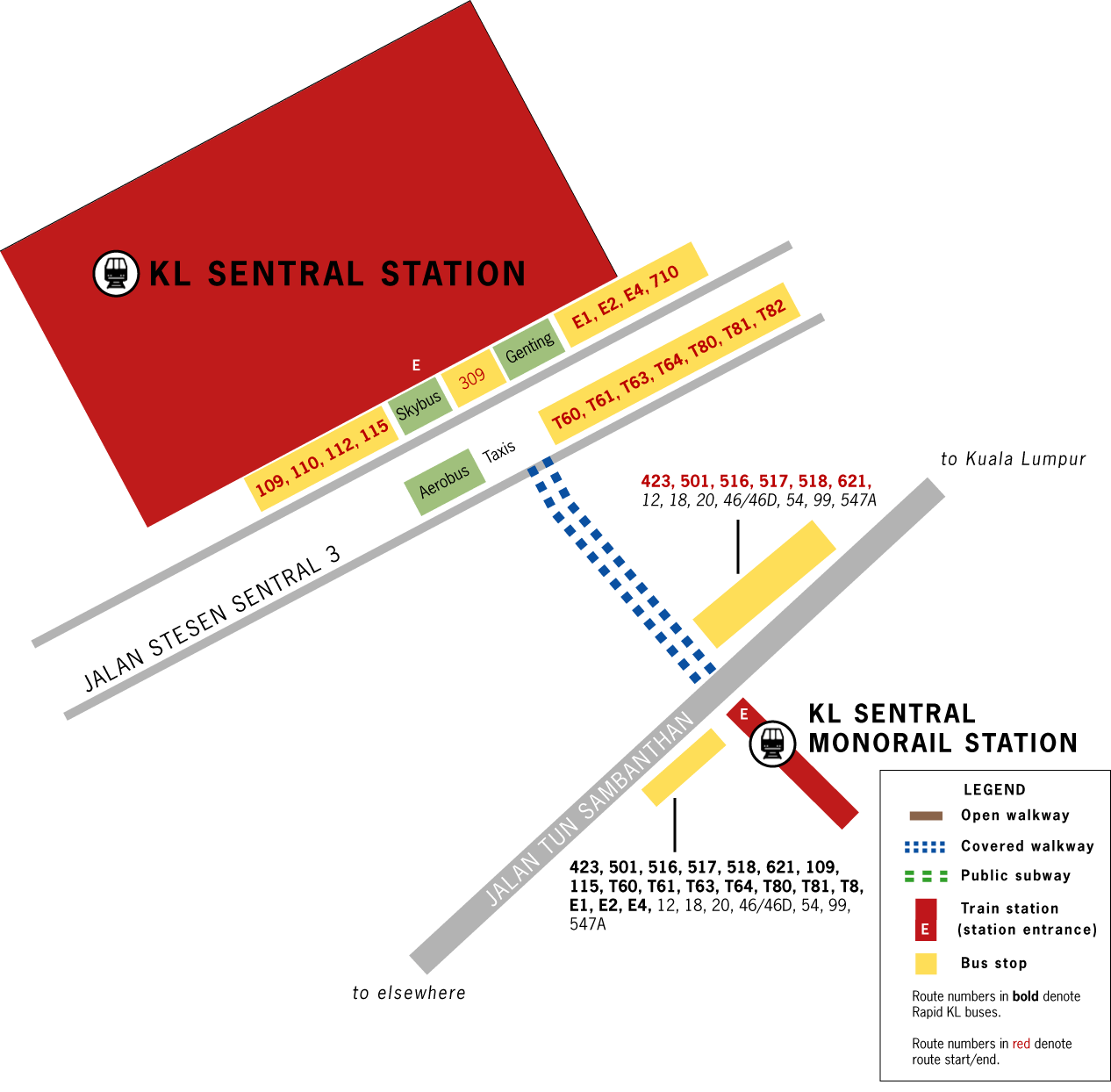
駅の配置

駅舎はマレーシア鉄道公社・ERL・ラピドKLクラナ・ジャヤ線の合同の駅舎とKLモノレールの駅舎で分かれている。

### マレーシア鉄道公社・ERL・ラピドKL（クラナ・ジャヤ線）
クアラルンプール国際空港と同じく黒川紀章が設計を担当。駅構内の案内板にはマレー語、英語のほか日本語も表示されている。
コンコースは2階と3階にあり、KTMウエスト・コースト線（KTMインターシティ）は3階、それ以外の路線は2階に改札口がある。
プラットホームはクラナ・ジャヤ線のみ3階にあるため、2Fコンコースの上を突き抜ける構造となっている。クラナ・ジャヤ線以外のプラットホームは1階（地上階）に位置する。各路線のホーム面数・線路数はKTMインターシティ（ウエスト・コースト線）とスカイパーク・リンクが1面2線、KTMコミューター（スレンバン線とポート・クラン線）が2面4線、クラナ・ジャヤ線が2面2線、ERL（KLIAエクスプレスとKLIAトランジット）が3面4線有しており、合計で8面12線ある。
駅構内には複数のコンビニエンスストアやファストフードレストラン、カフェ、両替商やATM、観光案内所などがあるほか、連絡通路やエスカレーターなどでショッピングモールや複数のホテル、オフィスビルと直結している。

#### のりば

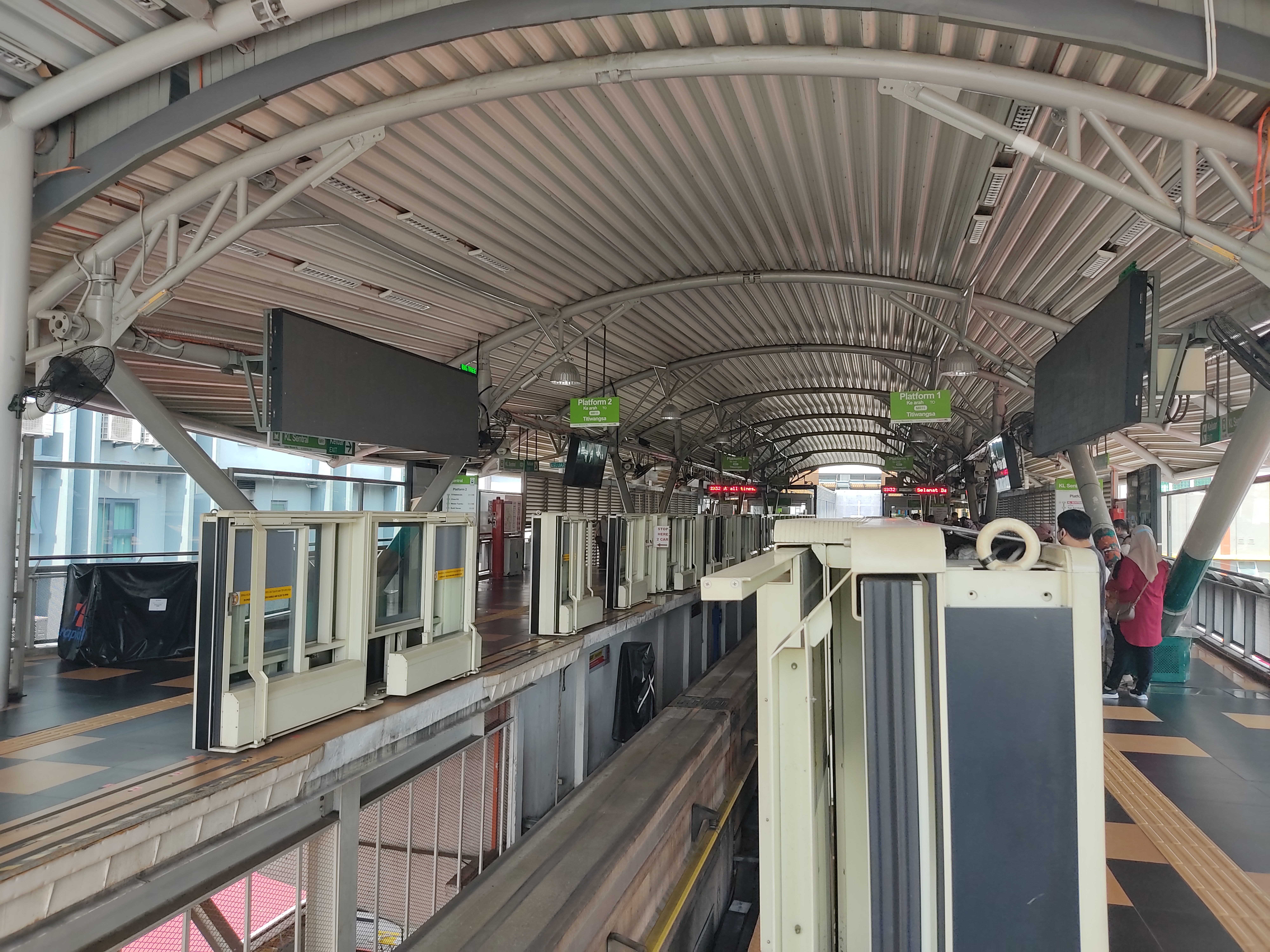
ホーム

のりば番号は通しとなっていない。駅北西側のホームから順に、

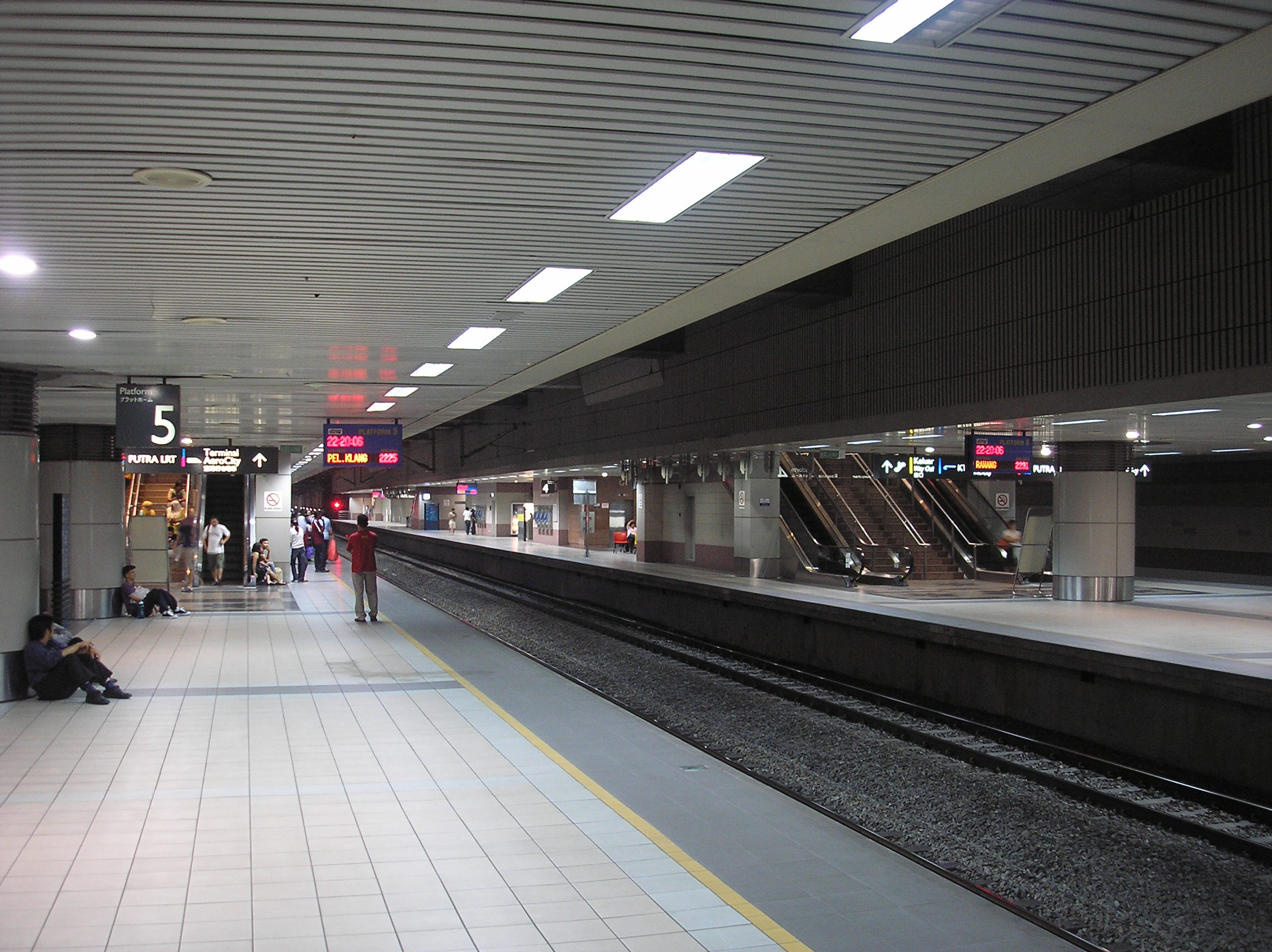
KTMコミューターのホーム
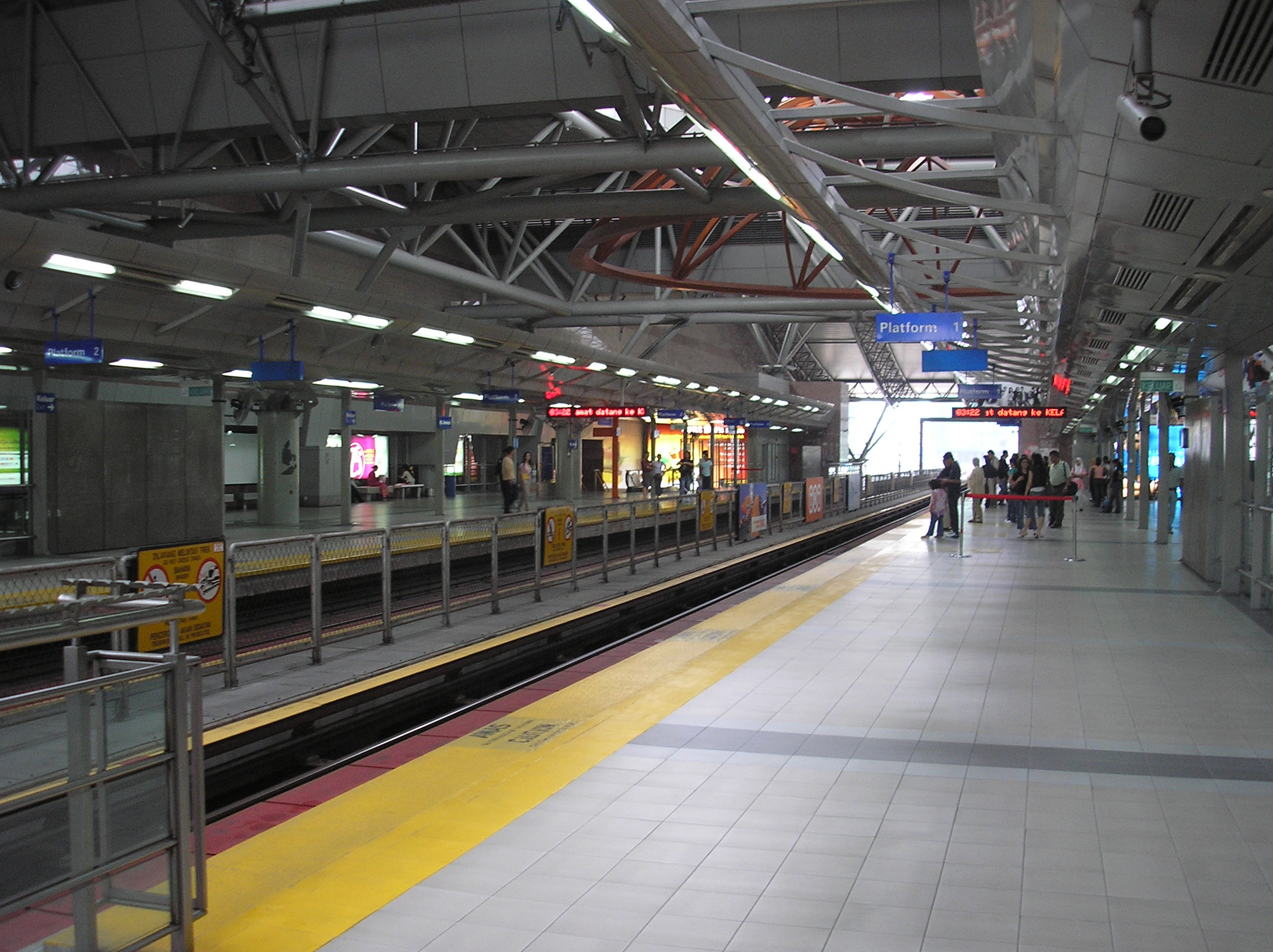
クラナ・ジャヤ線のホーム
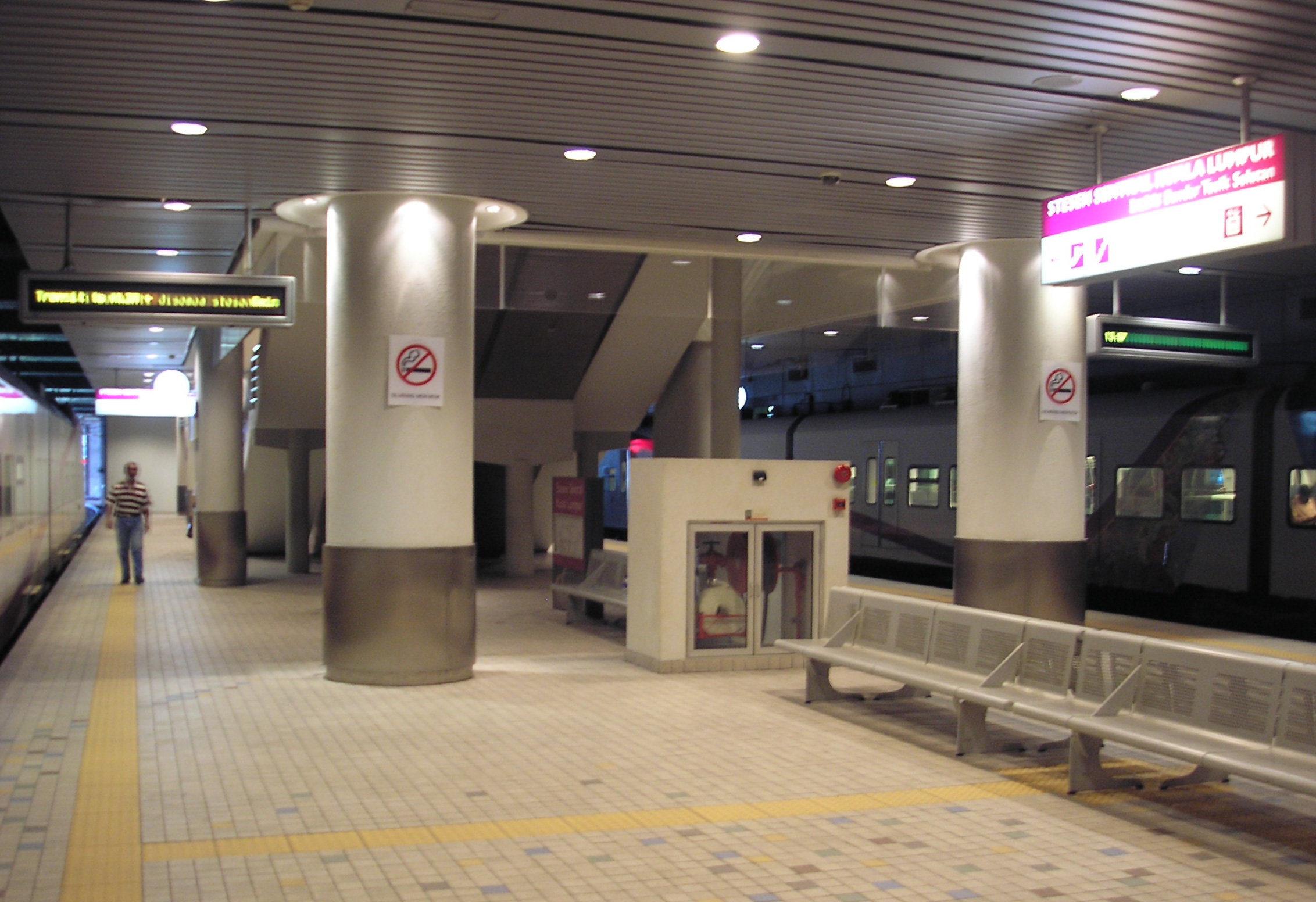
ERLのホーム

| 1    | ■ウエスト・コースト線ETS | イポー、バターワース、パダン・ブサール方面   |
| 2    | ■ウエスト・コースト線ETS | タンピン、グマス方面                         |
| 2    | 10 スカイパーク・リンク  | スバン・ジャヤ、ターミナル・スカイパーク方面 |
| 3    | 1 スレンバン線           | スントゥル、バトゥ・ケーブス方面             |
| 4    | 2 ポート・クラン線       | ラワン、タンジュン・マリム方面               |
| 5    | 2 ポート・クラン線       | クラン、ポート・クラン方面                   |
| 6    | 1 スレンバン線           | スレンバン、タンピン方面                     |
| 1    | 5 クラナ・ジャヤ線       | KLCC、ゴンバッ方面                           |
| 2    | 5 クラナ・ジャヤ線       | クラナ・ジャヤ、プトラ・ヘイツ方面           |
| 1    | 6 KLIAエクスプレス       | 到着用ホーム                                 |
| 2・3 | 7 KLIAトランジット       | KLIA、KLIA2方面                              |
| 4    | 6 KLIAエクスプレス       | KLIA、KLIA2方面                              |

- KTMコミューターのホーム
- クラナ・ジャヤ線のホーム
- ERLのホーム

### KLモノレール
KLモノレールの駅舎のみマレーシア鉄道公社・ERL・ラピドKLクラナ・ジャヤ線の合同の駅舎と離れており、「NU Sentral」と呼ばれるショッピングモールの中を経由してたどり着けることができる。長らく駅舎外での地上乗り換えを余儀なくされていたが、ショッピングモールの整備とともに新駅舎が整備され、2014年に連絡通路とともに供用が開始された。
プラットホームは2面1線構造となっており、乗車ホーム・降車ホームで分離されている。ハーフハイトタイプのホームドアを設置している。

#### のりば
| A | 8 KLモノレール | ブキッ・ビンタン、ティティワンサ方面 |
| B | 8 KLモノレール | 到着用ホーム                         |

- ホーム

## 駅周辺

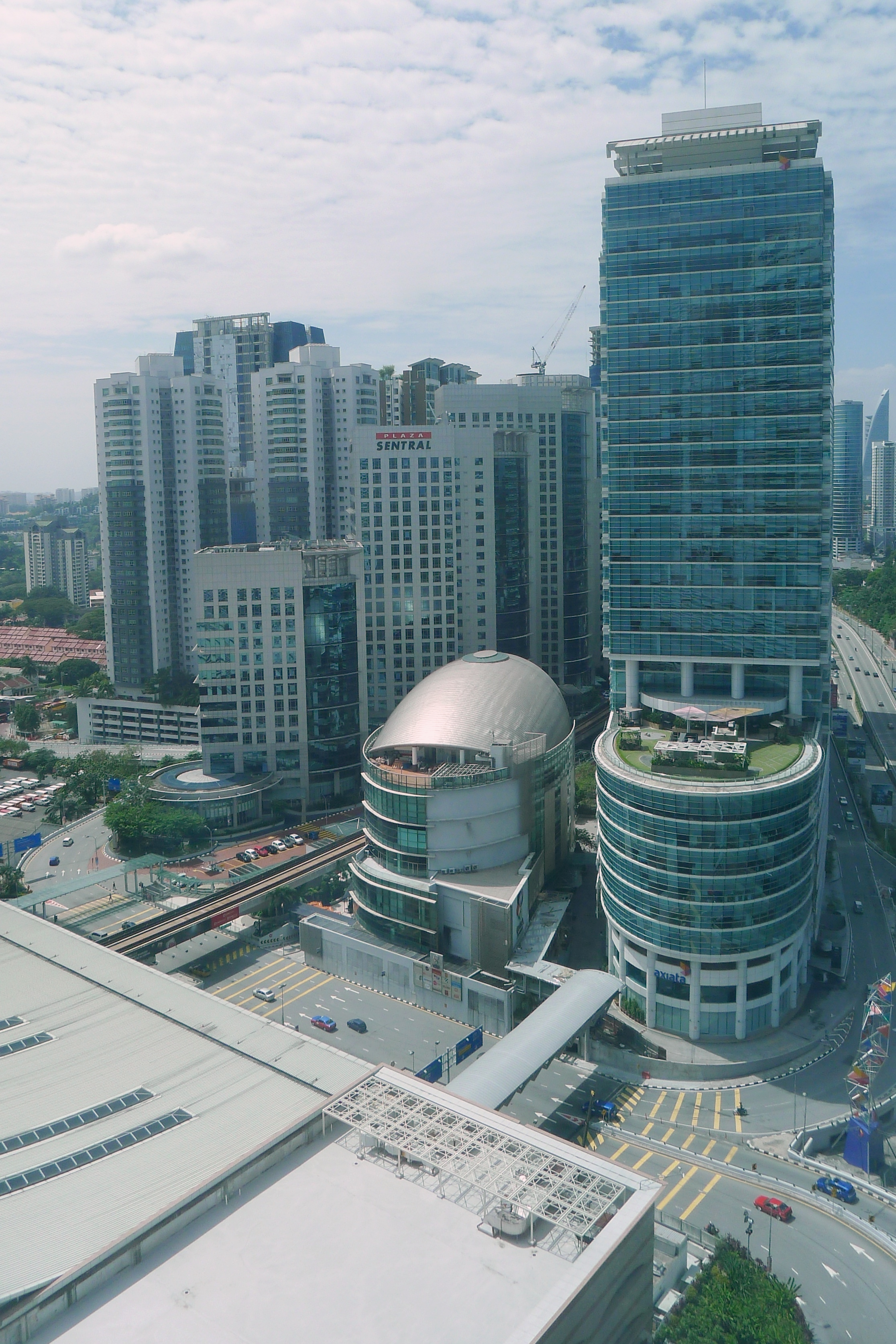
駅周辺のビル

KLセントラル周辺の開発エリアはA〜Nのエリアに分けられており、全ての建設は2015年に完了した。
- NU Sentral（ショッピングセンター、フードコートなど）
- ヒルトン・クアラルンプール（英語版）（ホテル）
- ル・メリディアン・クアラルンプール（ホテル）
- セント・レジス・クアラルンプール（ホテル）
- アロフト・クアラルンプール（ホテル）
- 国立博物館
- CIMB
- UEMグループ（英語版）本社
- Axiataオフィス
- ムジウム・ネガラ駅（英語版）

## バス路線
- 800: バンダル・ウタマ・バスハブ（英語版） – KLセントラル
- T819: プサッ・バンダル・ダマンサラMRT（英語版） – KLセントラル
- T851: マレーシア議会 – KLセントラル

- 500: プトラジャヤ・セントラル – レブ・プドゥ・バスハブ (レブ・プドゥ方面のみ)
- 600: プチョン・ウタマ（マレー語版） – パサール・スニ
- 601: プトラ・ペリダナ – パサール・スニ
- 602: プチョン・プリマ – パサール・スニ
- 604: サウジャナ・プチョン（マレー語版） – パサール・スニ
- 640: タマン・スリ・セントーサ / スリ・マンジャ – パサール・スニ
- 641: スバン・ジャヤ駅 – パサール・スニ
- 650: タマン・デサ（英語版） – パサール・スニ
- 651: タマンOUG（英語版） – パサール・スニ（アワン・ブサール駅（英語版）経由）
- 652: アワン・ブサール駅（英語版） – パサール・スニ
- 671: フラット・エンガン・キンララ – パサール・スニ
- 710: クラン港 – パサール・スニ（KLセントラル経由）
- 750: UiTMセクション2、シャー・アラム – パサール・スニ
- 751: タマン・スリ・ムダ（英語版）、シャー・アラム – パサール・スニ
- 770: スバン・メダ、USJ 1 – パサール・スニ
- 772: スバン・スリア – パサール・スニ
- 780: コタ・ダマンサラ（英語版） – パサール・スニ
- 781: タマン・メダン（英語版） / タマン・スリ・マンジャ – パサール・スニ
- 782: プタリン・ジャヤ旧市街 – パサール・スニ
- 821: パンタイ・ヒルパーク – パサール・スニ
- 822: バンサー公園（英語版） – パサール・スニ
- 851: パサール・スニ – クアラルンプール法廷総合地区（英語版）、ドゥタ通り（マレー語版）
- BET3: スバン・メダ、USJ 1 – パサール・スニ（新パンタイ高速道路（英語版）(NPE)経由）
- BET4: タマン・スリ・ムダ、シャー・アラム – パサール・スニ（新パンタイ高速道路（英語版）(NPE)経由）

## 隣の駅
マレーシア鉄道公社
■ウエスト・コースト線（KTMインターシティ）
ETSプラチナム（ETS Platinum）、ETSシルバー（ETS Silver）
クアラルンプール駅 - KLセントラル駅
ETSゴールド（ETS Gold）
クアラルンプール駅 - KLセントラル駅 - バンダル・タシッ・スラタン駅
1 スレンバン線（KTMコミューター）
クアラルンプール駅 (KA02) - KLセントラル駅 (KA01) - ミッド・バレー駅 (KB02)
2 ポート・クラン線（KTMコミューター）
クアラルンプール駅 (KA02) - KLセントラル駅(KA01) - アブドゥラ・フクム駅 (KD01)
10 スカイパーク・リンク
KLセントラル駅(KS01) - スバン・ジャヤ駅 (KS02)
ラピドKL
5 クラナ・ジャヤ線
パサール・スニ駅 (KJ14) - KLセントラル駅 (KJ15) - バンサー駅 (KJ16)
8 KLモノレール
KLセントラル駅 (MR1) - トゥン・サンバンタン駅 (MR2)
エクスプレス・レール・リンク（ERL）
6 KLIAエクスプレス
KLセントラル駅 - KLIA駅
7 KLIAトランジット
KLセントラル駅 - バンダル・タシッ・スラタン駅